# Győrtelek
Győrtelek ist eine  ungarische Gemeinde im Kreis Mátészalka im Komitat Szabolcs-Szatmár-Bereg in. Die Gemeinde besteht aus zwei Teilen, dem Hauptteil (ca. 15 km²) und einer nordöstlich gelegenen Exklave (ca. 45 ha), die von der Gemeinde Géberjén umschlossen wird.

## Geografische Lage
Győrtelek liegt neuneinhalb Kilometer südöstlich der Kreisstadt Mátészalka an einem Nebenarm des Flusses Szamos und an dem Kanal Keleti-övcsatorna. Nachbargemeinden sind Géberjén, Ököritófülpös, Nagyecsed und Kocsord.

## Bevölkerungsentwicklung
| 01.02.2001 1 | 01.10.2011 1 | 01.01.2012 | 01.01.2013 | 01.01.2014 | 01.01.2015 | 01.01.2016 |
| 1.732        | 1.641        | 1.631      | 1.615      | 1.608      | 1.599      | 1.556      |

1 Volkszählungsdaten (Census)

## Sehenswürdigkeiten
- István-Fekete-Reliefgedenktafel, erschaffen von Lajos Bíró (am Schulgebäude)
- Reformierte Kirche, erbaut 1822, erweitert 1872, der Turm wurde 1871 hinzugefügt und die Orgel 1910 von Sándor Országh gebaut
- Römisch-katholische Kapelle Jézus Szíve, erbaut 1927

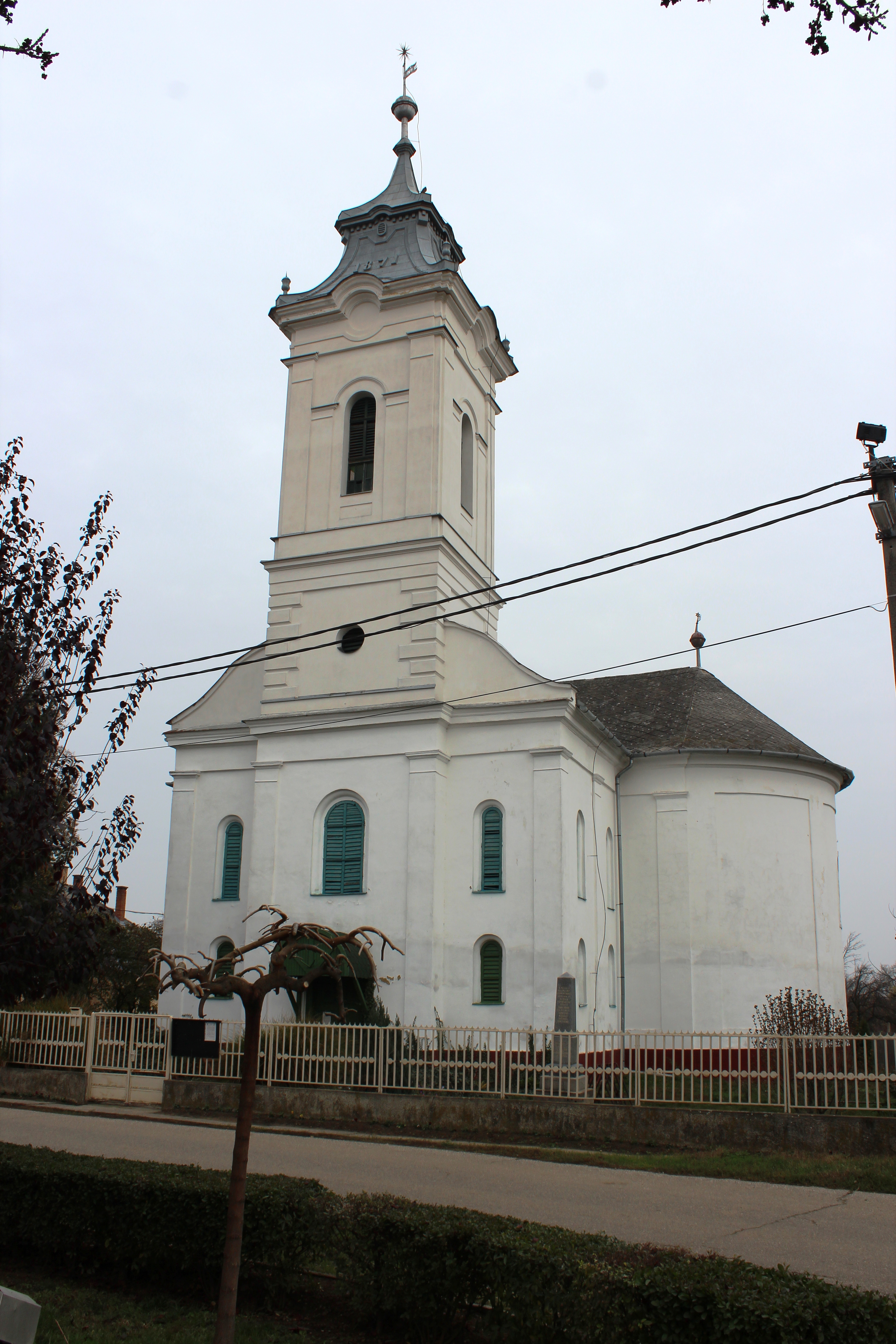
Reformierte Kirche
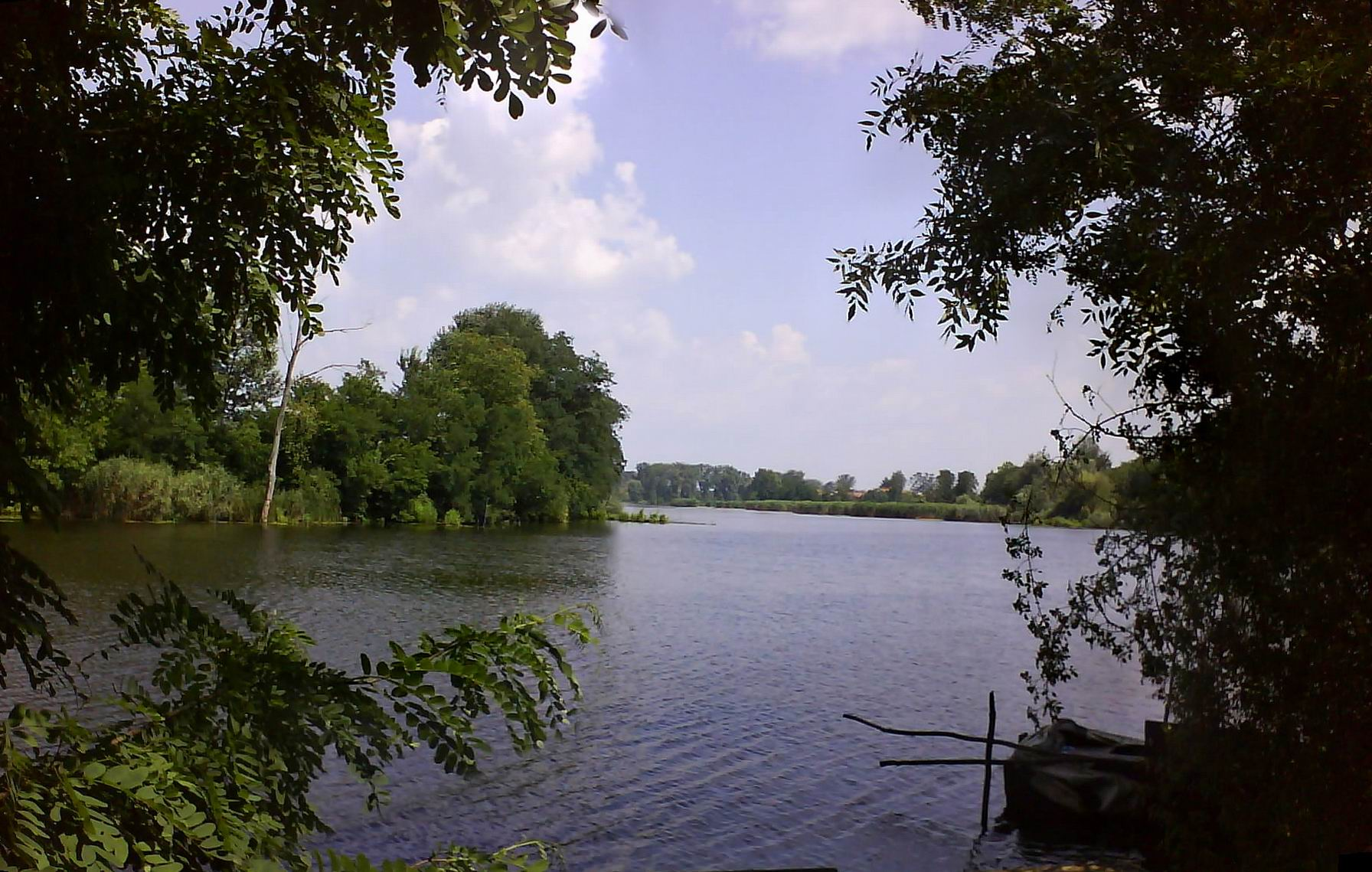
Nebenarm des Flusses Szamos

## Verkehr
Durch Győrtelek verläuft die Hauptstraße Nr. 49, von der die Landstraße Nr. 4922 in südliche Richtung nach Nagyecsed abzweigt. Es bestehen Busverbindungen nach Mátészalka, Fülpösdaróc und Csenger. Zudem ist Győrtelek angebunden an die Eisenbahnstrecke von Mátészalka nach Csenger.